# Confessions Tour
Die Confessions Tour ist die siebte Konzert-Tournee von US-Popstar Madonna. Sie promotete ihr Studioalbum Confessions On A Dance Floor. Nach langer Zeit ist Madonna auch wieder in Asien aufgetreten.
Madonnas Tour startete am 21. Mai 2006 in Inglewood, Kalifornien. Bekannt gegeben wurde die Tournee schon im Jahre 2005. Insgesamt besuchten 1,2 Millionen Menschen die Tournee, womit Madonnas Eintrag im Guinness-Buch der Rekorde gesichert war. Die Tour selber brachte ungefähr 195 Millionen US-Dollar ein.

## Inszenierte Kreuzigung

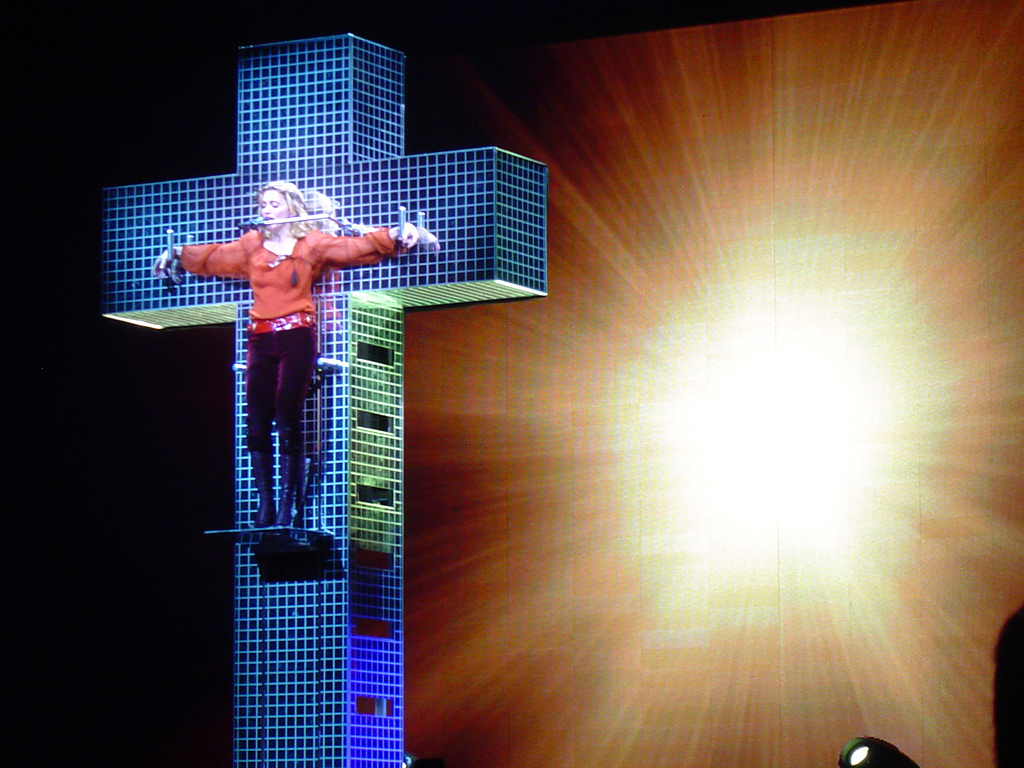
Madonna am Kreuz während der Confessions-Tour

Beim Stück Live to Tell hing Madonna an einem riesigen Kreuz. Der Vatikan kritisierte dies in der Person von Kardinal Ersilio Tonini als „gotteslästerliche Herausforderung des Glaubens“ sowie als „Entweihung des Kreuzes“ und rief zur Exkommunizierung Madonnas auf. Der Auftritt im Olympiastadion in Rom vor 70.000 Zuschauern löste im Vorfeld heftige Proteste der katholischen Kirche aus. Der Auftritt in der LTU-Arena wurde von der Staatsanwaltschaft Düsseldorf in Hinblick auf einen Verstoß gegen das Strafgesetzbuch beobachtet. Auch der Auftritt im Luschnikistadion in Moskau vor 50.000 Zuschauern löste Proteste der orthodoxen Kirche und Drohungen der russischen Mafia aus. Im Hintergrund lief bei dem Lied ein Video über Kinder in Afrika. Bei dem Konzert am 16. August 2006, Madonnas Geburtstag, sangen die Fans in London „Happy Birthday“ für sie.

## Setliste
1. Future Lovers / I Feel Love
2. Get Together
3. Like a Virgin
4. Jump
5. Confessions (Zwischenspiel)
6. Live to Tell
7. Forbidden Love
8. Isaac
9. Sorry
10. Like It or Not
11. Sorry (Remix / Zwischenspiel)
12. I Love New York*
13. Ray of Light*
14. Let It Will Be
15. Drowned World / Substitute for Love
16. Paradise (Not for Me)*
17. The Duke Mixes the Hits (Vorspann / Zwischenspiel)
18. Music Inferno (Mischung aus Music und Disco Inferno)
19. Erotica
20. La Isla Bonita
21. Lucky Star (enthält Elemente aus „Hung Up“)
22. Hung Up

* Madonna spielt Gitarre.
Opening-Act in Hannover war David Guetta.

## Tourdaten
| Datum              | Stadt                  | Land               | Veranstaltungsort                |
| ------------------ | ---------------------- | ------------------ | -------------------------------- |
| Nordamerika        |                        |                    |                                  |
| 21. Mai 2006       | Inglewood              | Vereinigte Staaten | The Forum                        |
| 23. Mai 2006       | Inglewood              | Vereinigte Staaten | The Forum                        |
| 24. Mai 2006       | Inglewood              | Vereinigte Staaten | The Forum                        |
| 27. Mai 2006       | Las Vegas              | Vereinigte Staaten | MGM Grand Garden Arena           |
| 28. Mai 2006       | Las Vegas              | Vereinigte Staaten | MGM Grand Garden Arena           |
| 30. Mai 2006       | San José (Kalifornien) | Vereinigte Staaten | HP Pavilion at San Jose          |
| 31. Mai 2006       | San José (Kalifornien) | Vereinigte Staaten | HP Pavilion at San Jose          |
| 3. Juni 2006       | Los Angeles            | Vereinigte Staaten | Staples Center                   |
| 5. Juni 2006       | Fresno                 | Vereinigte Staaten | Save Mart Center                 |
| 6. Juni 2006       | Fresno                 | Vereinigte Staaten | Save Mart Center                 |
| 8. Juni 2006       | Glendale (Arizona)     | Vereinigte Staaten | Glendale Arena                   |
| 10. Juni 2006      | Glendale (Arizona)     | Vereinigte Staaten | Glendale Arena                   |
| 14. Juni 2006      | Chicago                | Vereinigte Staaten | United Center                    |
| 15. Juni 2006      | Chicago                | Vereinigte Staaten | United Center                    |
| 18. Juni 2006      | Chicago                | Vereinigte Staaten | United Center                    |
| 19. Juni 2006      | Chicago                | Vereinigte Staaten | United Center                    |
| 21. Juni 2006      | Montreal               | Kanada             | Bell Centre                      |
| 22. Juni 2006      | Montreal               | Kanada             | Bell Centre                      |
| 25. Juni 2006      | Hartford               | Vereinigte Staaten | Hartford Civic Center            |
| 26. Juni 2006      | Hartford               | Vereinigte Staaten | Hartford Civic Center            |
| 28. Juni 2006      | New York City          | Vereinigte Staaten | Madison Square Garden            |
| 29. Juni 2006      | New York City          | Vereinigte Staaten | Madison Square Garden            |
| 2. Juli 2006       | New York City          | Vereinigte Staaten | Madison Square Garden            |
| 3. Juli 2006       | New York City          | Vereinigte Staaten | Madison Square Garden            |
| 6. Juli 2006       | Boston                 | Vereinigte Staaten | TD Banknorth Garden              |
| 9. Juli 2006       | Boston                 | Vereinigte Staaten | TD Banknorth Garden              |
| 10. Juli 2006      | Boston                 | Vereinigte Staaten | TD Banknorth Garden              |
| 12. Juli 2006      | Philadelphia           | Vereinigte Staaten | Wachovia Center                  |
| 13. Juli 2006      | Philadelphia           | Vereinigte Staaten | Wachovia Center                  |
| 16. Juli 2006      | Atlantic City          | Vereinigte Staaten | Boardwalk Hall                   |
| 18. Juli 2006      | New York City          | Vereinigte Staaten | Madison Square Garden            |
| 19. Juli 2006      | New York City          | Vereinigte Staaten | Madison Square Garden            |
| 22. Juli 2006      | Miami                  | Vereinigte Staaten | American Airlines Arena          |
| 23. Juli 2006      | Miami                  | Vereinigte Staaten | American Airlines Arena          |
| Europa             |                        |                    |                                  |
| 30. Juli 2006      | Cardiff                | Wales              | Millennium Stadium               |
| 1. August 2006     | London                 | England            | Wembley Arena                    |
| 3. August 2006     | London                 | England            | Wembley Arena                    |
| 6. August 2006     | Rom                    | Italien            | Stadio Olimpico                  |
| 9. August 2006     | London                 | England            | Wembley Arena                    |
| 10. August 2006    | London                 | England            | Wembley Arena                    |
| 12. August 2006    | London                 | England            | Wembley Arena                    |
| 13. August 2006    | London                 | England            | Wembley Arena                    |
| 15. August 2006    | London                 | England            | Wembley Arena                    |
| 16. August 2006    | London                 | England            | Wembley Arena                    |
| 20. August 2006    | Düsseldorf             | Deutschland        | LTU Arena                        |
| 22. August 2006    | Hannover               | Deutschland        | AWD-Arena                        |
| 24. August 2006    | Horsens                | Dänemark           | CASA Arena Horsens               |
| 27. August 2006    | Paris                  | Frankreich         | Palais Omnisports de Paris-Bercy |
| 28. August 2006    | Paris                  | Frankreich         | Palais Omnisports de Paris-Bercy |
| 30. August 2006    | Paris                  | Frankreich         | Palais Omnisports de Paris-Bercy |
| 31. August 2006    | Paris                  | Frankreich         | Palais Omnisports de Paris-Bercy |
| 3. September 2006  | Amsterdam              | Niederlande        | Amsterdam Arena                  |
| 4. September 2006  | Amsterdam              | Niederlande        | Amsterdam Arena                  |
| 6. September 2006  | Prag                   | Tschechien         | O₂ Arena                         |
| 7. September 2006  | Prag                   | Tschechien         | O₂ Arena                         |
| 12. September 2006 | Moskau                 | Russland           | Luschniki-Stadion                |
| Asien              |                        |                    |                                  |
| 16. September 2006 | Osaka                  | Japan              | Osaka Dome                       |
| 17. September 2006 | Osaka                  | Japan              | Osaka Dome                       |
| 20. September 2006 | Tokio                  | Japan              | Tokio Dome                       |
| 21. September 2006 | Tokio                  | Japan              | Tokio Dome                       |

## DVD
Die zur Tour gehörige DVD „The Confessions Tour“ wurde 2006 in London aufgenommen.